# 克尔霍瓦
克尔霍瓦（捷克語：Krhová）是捷克共和国兹林州弗塞廷縣的一个城镇。

## 历史
克尔霍瓦最早出现在1442年史书的记载中，是一个小村庄。第二次世界大战后，它成为瓦拉什斯凱梅濟日奇市的一部分。
2012年4月21日，该村的居民举行投票，1617名选民中有992名决定脱离瓦拉什斯凱梅濟日奇独立设镇。2013年1月1日起，克尔霍瓦正式获得城镇地位。

## 图集

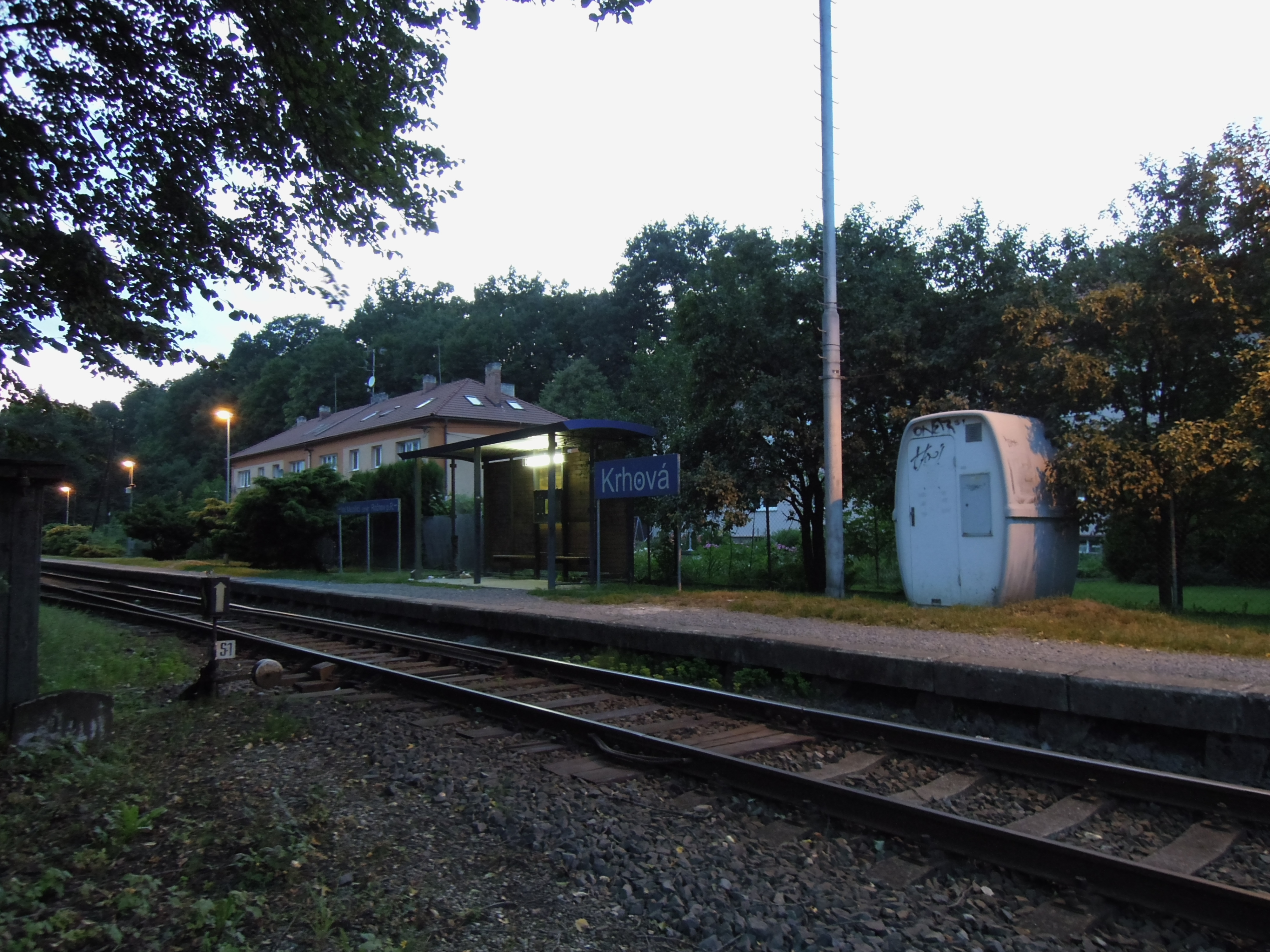
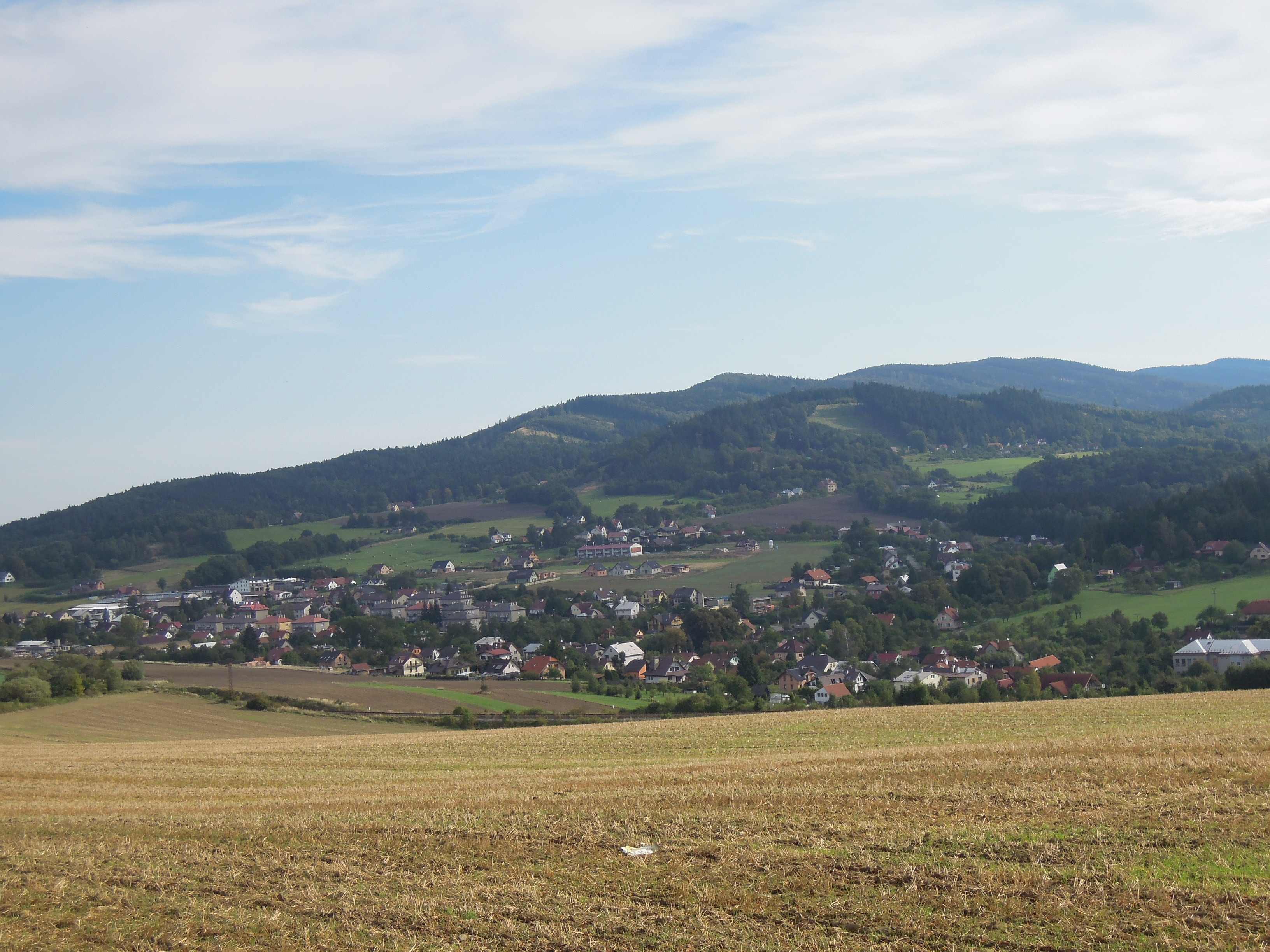
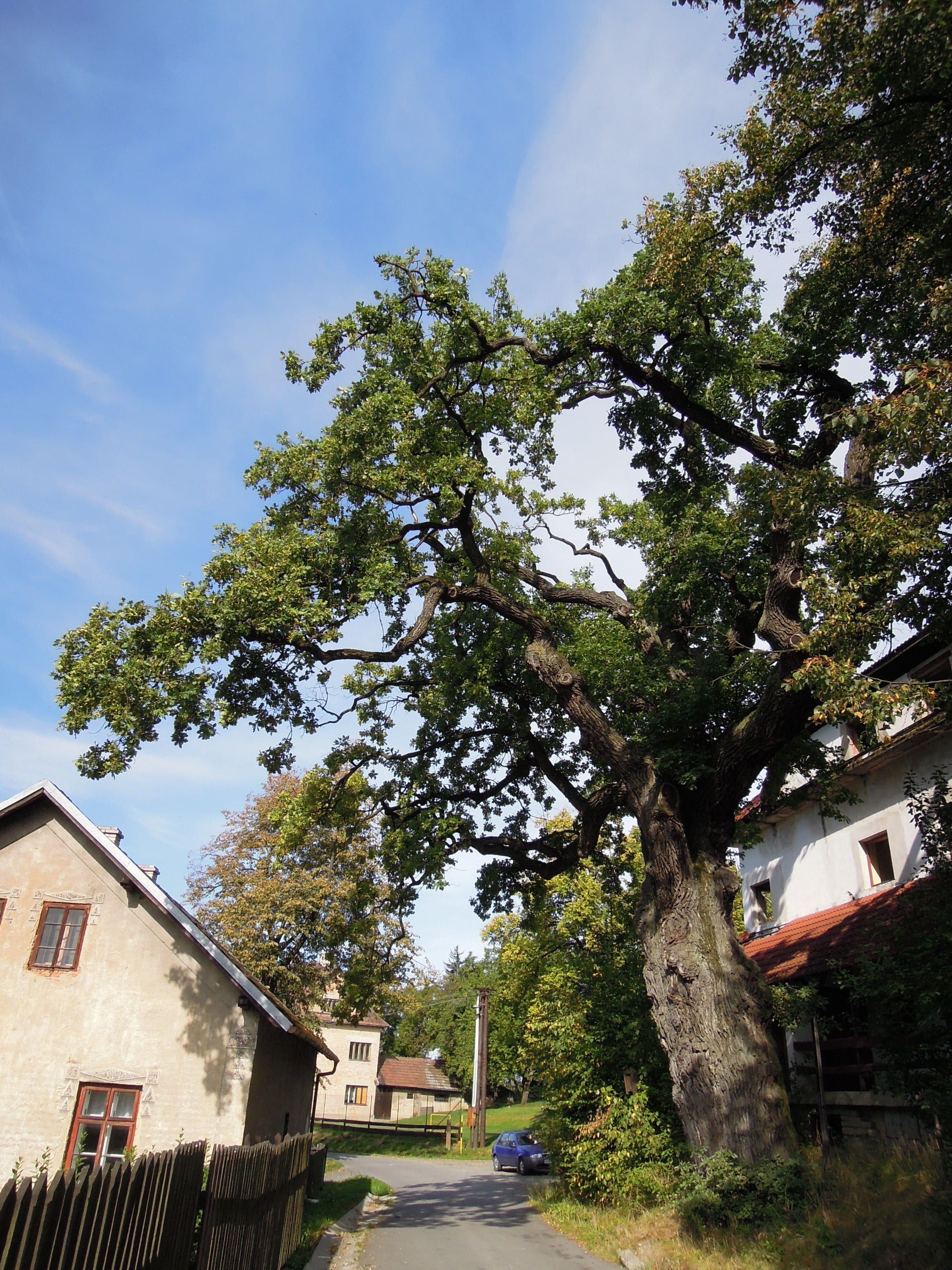